# Mulkhola
Mulkhola – gaun wikas samiti w zachodniej części Nepalu w strefie Rapti w dystrykcie Salyan. Według nepalskiego spisu powszechnego z 2011 roku liczył on 1076 gospodarstw domowych i 5593 mieszkańców (2878 kobiet i 2715 mężczyzn).